# Fiat Palio
De Fiat Palio is een model uit de compacte klasse van de Italiaanse autobouwer Fiat. In 1996 werd het model geïntroduceerd en was, door dochteronderneming Fiat Automóveis Brasil, speciaal ontwikkeld voor ontwikkelingslanden als opvolger van de Fiat Uno.
Afgeleid van de Palio zijn de Siena/Albea (vierdeurs sedan) en de Strada (pick-up).
Tot nu toe heeft de eerste generatie Palio drie maal een facelift ondergaan en werd in 2011 de tweede generatie gepresenteerd, de Fiat Novo Palio. Desondanks wordt de eerste generatie nog steeds in Zuid-Amerika verkocht als Palio Fire. Tussen 1997 en 2001 heeft Fiat in Nederland alleen de stationwagen aangeboden.
In 2011 meldde Fiat dat het sinds de introductie wereldwijd 2,5 miljoen stuks van de Palio heeft gebouwd.

## Fiat Palio I

### Kenmerken
In 1996 introduceerde Fiat de nieuwe Palio. Het model, intern Progetto 178 genaamd, kwam gelijk op de markt als drie- en vijfdeurs hatchback en als stationwagen (Weekend). Later zouden er een pick-up (Strada) en sedan aan worden toegevoegd (Siena/Albea).
Voor het overgrote deel werd de ontwikkeling in Brazilië gedaan en dat land zou ook de grootste afzetmarkt voor de Palio worden. Fiats doel was om de best verkochte auto van dat land, de Volkswagen Gol te onttronen. Dit zou overigens pas lukken met de tweede generatie. Aangezien de Palio werd ontwikkeld als wereldauto werd het model uiteindelijk in maar liefst tien verschillende landen wereldwijd geproduceerd.
Ondanks het feit dat Fiat de Palio vooral voor ontwikkelingslanden had gecreëerd, werd het model toch in Europa geïntroduceerd. Dit gebeurde in 1997. Hoewel in landen als Polen en Italië zowel de hatchback als de Weekend werd gelanceerd, kwam alleen die laatste in 1997 ook op de Nederlandse markt.
In in 1998 werden in Nederland 1.889 exemplaren verkocht. In 1999 zakten de verkopen terug naar 1.246 en in 2000 vonden slechts 559 exemplaren een koper. In 2001 werden nog 75 stuks verkocht en verdween de compacte stationwagen in Nederland van de markt. In totaal zijn in Nederland 3.780 Palio's Weekend verkocht.
In bijvoorbeeld Italië werd de Palio twee jaar langer geleverd. In Europa was het model met verschillende benzine- en dieselmotoren leverbaar (zie tabel) en had met name de Weekend weinig concurrentie. Alleen Seat (Córdoba Vario) en Volkswagen (Polo Variant) boden soortgelijke modellen aan, andere concurrenten waren de Lada 111 en de combiversies van de Škoda Felicia en Fabia.

### Motoren (Nederland)

#### Benzine
| Type        | Motor     | Motor     | Motor   | Vermogen            | Koppel              | Jaartal     | Opmerkingen                      |
| Type        | Inhoud    | Cilinders | Kleppen | Vermogen            | Koppel              | Jaartal     | Opmerkingen                      |
| ----------- | --------- | --------- | ------- | ------------------- | ------------------- | ----------- | -------------------------------- |
| 1.2 8v Fire | 1.242 cm³ | 4-in-lijn | 8V      | 75 pk bij 6000 tpm  | 104 Nm bij 3000 tpm | 1997 - 2001 | Buiten NL ook met 60 pk geleverd |
| 1.6 16v     | 1.581 cm³ | 4-in-lijn | 16V     | 103 pk bij 5500 tpm | 140 Nm bij 4500 tpm | 1997 - 2001 |                                  |

#### Diesel
| Type    | Motor     | Motor     | Motor   | Vermogen           | Koppel              | Jaartal     | Opmerkingen                                        |
| Type    | Inhoud    | Cilinders | Kleppen | Vermogen           | Koppel              | Jaartal     | Opmerkingen                                        |
| ------- | --------- | --------- | ------- | ------------------ | ------------------- | ----------- | -------------------------------------------------- |
| 1.7 Tds | 1.698 cm³ | 4-in-lijn | 8V      | 69 pk bij 4500 tpm | 134 Nm bij 2500 tpm | 1998 - 2001 | Buiten NL was ook nog een 1.9D met 63 pk leverbaar |

In Zuid-Amerika werd de Palio geleverd met een omvangrijker motorenaanbod dan in Europa, waaronder versies die geschikt zijn om op bio-ethanol te lopen.

### Facelift 1

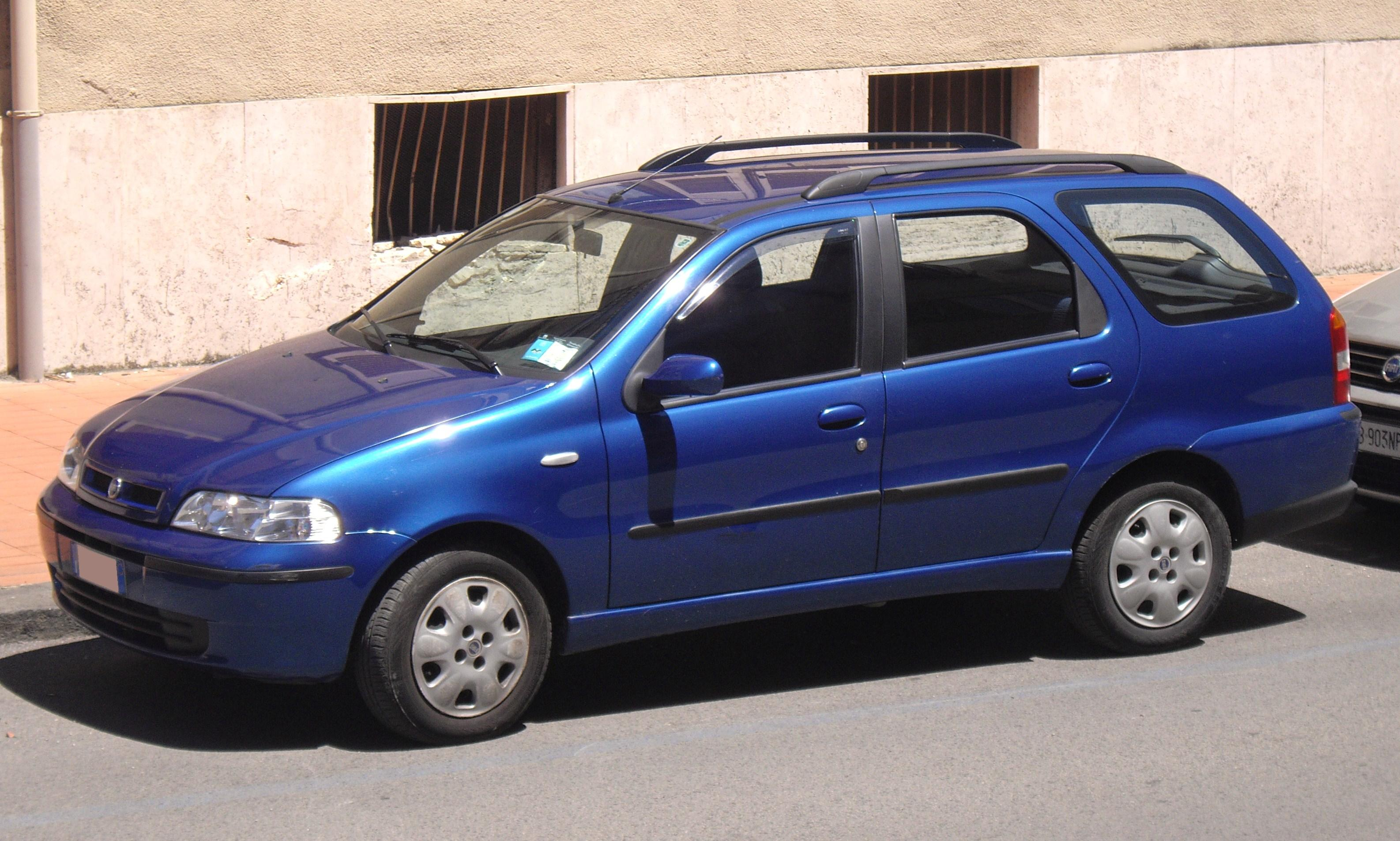
Fiat Palio Weekend post-facelift

In 2001 werd de eerste facelift doorgevoerd. Waar het origineel was ontworpen door de Turijnse ontwerpstudio I.DE.A, was het Giorgetto Giugiaro die de facelift tekende. Aan de voorkant kreeg het model langwerpige koplampen, met in de lichtunits geïntegreerde knipperlichten. Bij de hatchback bleef de achterzijde ongewijzigd, maar de Weekend kreeg wel een hertekende achterkant, waarbij de kentekenplaat zich voortaan in de achterklep bevindt. Tot slot werd het dashboard aangepast. Voor de Europese markt kwam er een 1.9 JTD common-rail dieselmotor beschikbaar met 80 pk.

### Facelift 2

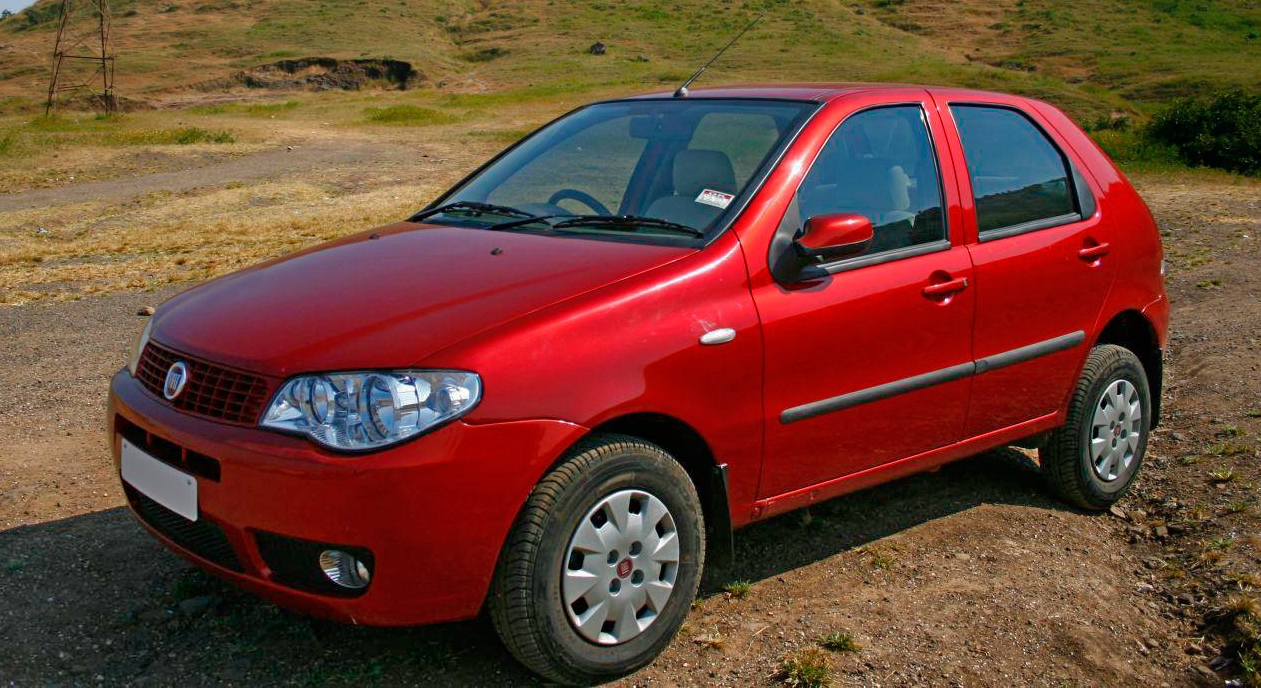
Fiat Palio 2004

In 2004 werd de Palio opnieuw gefacelift. De voorkant kenmerkt zich door druppelvormige koplampen, terwijl ook de achterzijde op de schop ging. De lichtunits zijn vierkanter van vorm en de kentekenplaat bevindt zich voortaan in de achterklep. Ook het dashboard werd weer aangepakt. Deze werd volledig vernieuwd en is ook strakker van vorm.
In 2005 lanceerde Fiat de Palio 1.8R. Deze beschikt over een 1.8 'Flex' motor die zowel op benzine als ethanol kan lopen. Op benzine levert de motor 113 pk en zit in 9,2 seconden op de 100 km/h. Uiterlijk is de auto te herkennen aan speciale striping, lichtmetalen velgen en een dakspoiler.

### Facelift 3

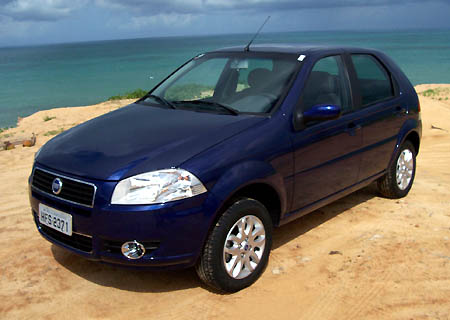
Fiat Palio 2007

In 2007 volgt opnieuw een facelift. Wederom wordt de voor- en achterkant aangepakt. De auto krijgt een grille die doet denken aan die van de Grande Punto. Aan de achterkant vallen vooral de nieuwe achterlichtunits op. Deze zijn vanaf nu een stuk breder. Bij de Weekend zijn de units smal en breed, waardoor ze enigszins aan Alfa Romeo doen denken. Binnenin zijn de wijzigen minder omvangrijk.
In werd 2015 de modelnaam gewijzigd in alleen Weekend. Begin 2020 staakte FIAT de Braziliaanse productie van de Weekend omdat ook in Brazilië door de toenemende vraag naar cross-overs en SUV's geen plek meer was voor de Weekend. De Palio hatchback was al niet meer te koop, de Siena en Strada bleven nog wel in productie.

## Novo Palio
Aan het einde van 2011 werd de gloednieuwe generatie van de Fiat Palio gepresenteerd in Belo Horizonte, Brazilië. Het uitwendige ontwerp, het interieur, de afmetingen en de motorisering werden aangepast. Op sommige markten wordt het oude model nog steeds parallel verkocht als Palio Fire.
De Novo Palio wordt alleen aangeboden met een vijfdeurs hatchback-carrosserie.
In november 2017 werd de stopzetting van de productie van de tweede generatie Palio in Argentinië en Brazilië bevestigd, waarmee productiecapaciteit wordt vrijgemaakt ten gunste van de Fiat Argo.
Huidige modellen: 
124 Spider ·
500 ·
500e ·
500L ·
500X ·
600 ·
Aegea ·
Argo ·
Cronos · 
Doblò · 
Ducato ·
Fiorino ·
Fullback ·
Linea ·
Palio · 
Panda · 
Punto · 
Qubo ·
Scudo · 
Siena ·
Strada ·
Tipo · 
Ulysse
Historische modellen na de Tweede Wereldoorlog: 
124 · 
125 · 
126 · 
127 · 
128 · 
130 · 
131 · 
132 · 
133 · 
147 · 
148 · 
242 ·
500 ·
600 · 
600 Multipla · 
850 · 
1100 · 
1200 · 
1300/1500 · 
1400/1900 · 
1800/2100 · 
2300 · 
Albea ·
Argenta · 
Barchetta · 
Bianchina ·
Bravo · 
Brío · 
Campagnola · 
Cinquecento · 
Coupé · 
Croma · 
Dino · 
Duna · 
Elba ·
Fiorino ·
Freemont ·
Grande Punto ·
Idea ·
Marea · 
Marengo · 
Mod 5 · 
Multipla · 
Oggi · 
Panorama · 
Penny · 
Prêmio · 
Regata · 
Ritmo · 
Sedici ·
Seicento · 
Spazio · 
Stilo ·
Talento · 
Tempra · 
Tipo · 
Turbina · 
Uno · 
Vivace · 
X1/9
Historische modellen voor de Tweede Wereldoorlog: 
1 · 
1T · 
10 HP · 
12 HP · 
24 HP · 
2B Torpedo · 
4 HP · 
501 · 
502 · 
503 · 
505/507 · 
508 · 
509 · 
510/512 · 
514 · 
515 · 
518 · 
519 · 
520 · 
521 · 
522 · 
524 · 
525 · 
527 · 
60 HP · 
70 · 
801 · 
1100 · 
1500 · 
2800 · 
Brevetti · 
Laundolet · 
Modello O · 
Tipo 2 · 
Tipo Torpedo · 
Topolino · 
Zero